# Travis Ortmayer

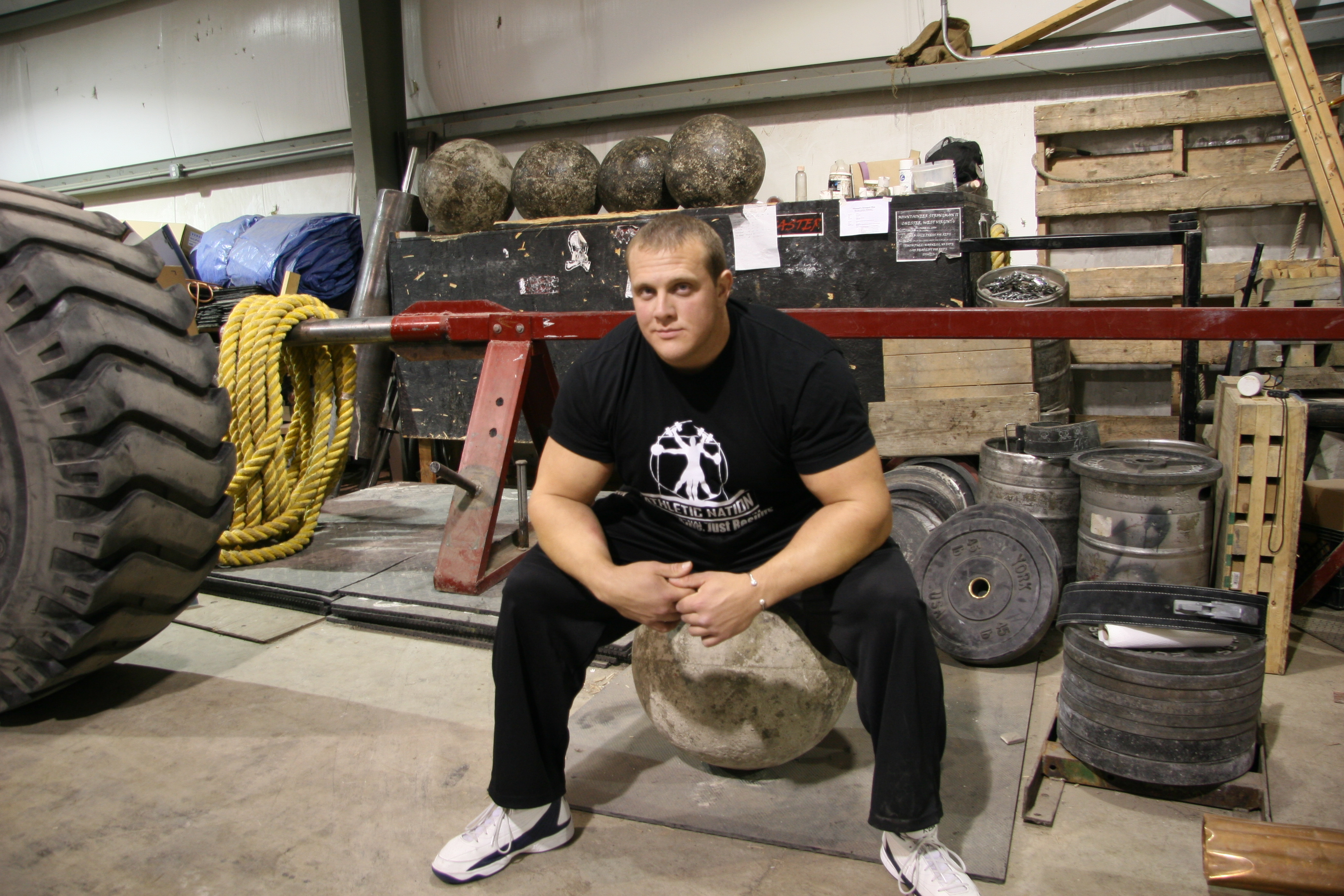
Travis Ortmayer.

Travis Ortmayer (nacido el 9 de agosto de 1981) es un strongman estadounidense nacido en Cypress, Texas. Travis viaja alrededor del mundo compitiendo en competencias de los hombres más fuertes. Travis también es dueño del gimnasio Athletic Nation, complejo al que llaman Thue unit. En las competiciones Travis es llamado Texas Stoneman (el texano de las piedras) debido a su habilidad con las piedras de Atlas evento en el cual se destaca.
Travis entrena con su padre, Roger Ortmayer, quien ha competido exitosamente en strongman. Actualmente Travis vive en Nevada y es apoyado por su madre Sonja, su hermana Tara Ortmayer y su esposa Lucy Ashton.

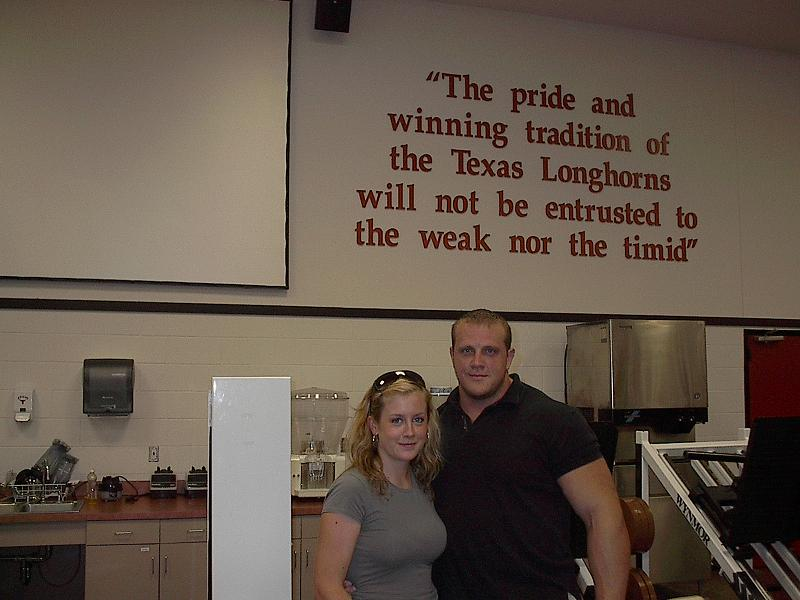
Travis y su esposa Lucy en 2008.

## Deportes de fuerza
Travis comenzó a entrenar en 1998 a los 17 años, y en un principio se enfocó en el culturismo, pero tres años después se comenzó a dedicar a los deportes de fuerza, específicamente al levantamiento de potencia. Al poco tiempo Travis conoce a Marshall White quien lo introduce en el strongman.
En 2002 Travis y Marshall comienzan a darle forma a "the unit", y poco después se hicieron socios de Josh Thigpen, futuro competidor de El hombre más fuerte del mundo. Travis ganó su tarjeta de strongman profesional de la American Strongman Corporation (ASC) en 2004 luego de ganar un campeonato de strongman a nivel nacional.
La Federación Internacional del Atletismo de Fuerza (IFSA) se abrió de la competición de el hombre más fuerte del mundo luego de la competición de 2004 e hizo su primer campeonato de clasificación mundial en São Paulo, Brasil. Travis salió segundo y estableció un récord mundial en las piedras de atlas. Poco después en una competición realizada en Canadá Travis clasificó para el primer campeonato de El hombre más fuerte del mundo IFSA de 2005, y logró otro récord en las piedras de atlas, derrotando nada menos que al ex rey de las piedras Magnus Samuelsson. Travis salió décimo en el hombre más fuerte.
A lo largo de todo 2006 Travis viajó extensivamente por todo el mundo compitiendo contra los mejores atletas de fuerza del planeta. En el campeonato anual estadounidense de strongman fue invitado por el historiador de los deportes de fuerza Terry Todd para competir en el Arnold Strongman Classic. También clasificó para El hombre más fuerte del mundo IFSA 2006 realizado en Reikiavik, Islandia.
Poco tiempo antes Travis se lesionó la rodilla gravemente y debió estar parado dos meses, en los cuales perdió más de 5 kg. Sin embargo compitió en Islandia de todas maneras. Allí volvió a lograr el récord mundial en las piedras de atlas, pero en esa misma competición su récord fue superado por el campeón mundial Žydrūnas Savickas. Travis salió décimo en la competición.
En marzo de 2007 Travis compitió en el Arnold Strongman Classic. En los primeros eventos comenzó estando entre los tres primeros, pero se lesionó un pie durante el evento de transportar el carro de madera, ya que este se le cayó encima. Esto lo afectó luego en las ruedas de Apollon. Encima luego se volvió a lesionar en la espalda, durante el levantamiento del martillo gigante. Travis salió en décimo puesto.

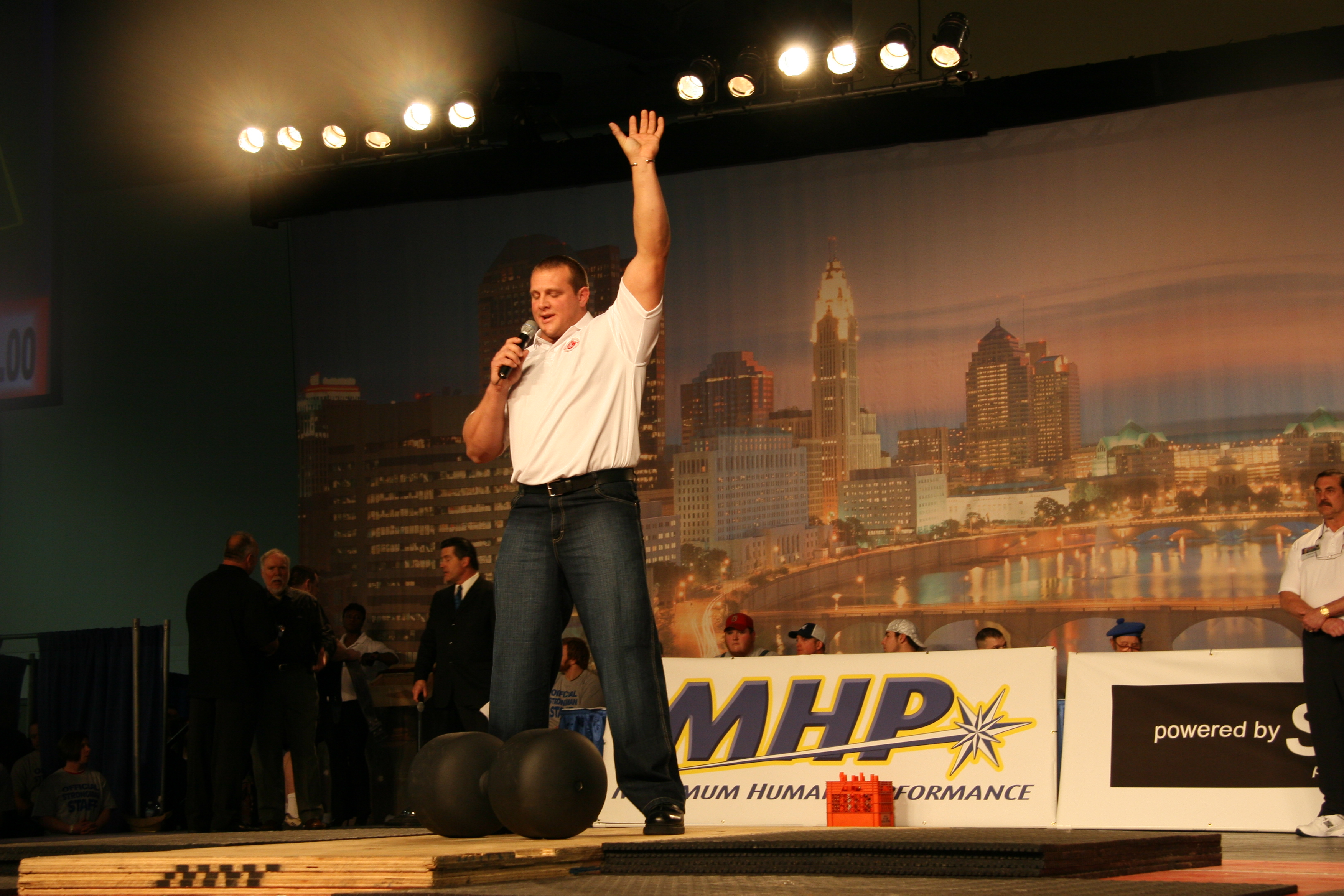
Travis como comentador en el Arnold Strongman Classic.

Poco tiempo después Travis compitió en EEUU contra el resto del mundo, donde su equipo especial de strongman (Derek Poundstone, Van Hatfield, Nick Best y Walt Gogola) triunfó sobre el equipo europeo de Žydrūnas Savickas, Vasyl Virastyuk y Andrus Murumets. Poco después el equipo de EE. UU. quedó segundo en la competición de la nación más fuerte del mundo.
En septiembre de 2007 Travis compitió en la apertura para El hombre más fuerte del mundo IFSA 2007 pero no logró clasificar. Poco tiempo después Travis se cambiaría al circuito de la Federación Mundial de la Copa de Atletismo de Fuerza (WSMCF).
En marzo de 2008 Travis Ortmayer fue invitado como comentador en el Arnold Strongman Classic 2008, competición que fue ganada por Žydrūnas Savickas. Pocos días después (8 de marzo) Travis se casó con Lucy Ashton.
El 21 de junio de 2008 Travis venció a su compatriota Derek Poundstone en el Super Series celbrado en el Madison Square Garden en Nueva York. Una semana después ambos volvieron a competir en el Fortissimus, una competición hecha para elegir al legítimo sucesor del legendario Louis Cyr. En esa ocasión Travis salió 5º entre 13 competidores.

## Perfil
- Altura 1,95 m
- peso 147 kg

## Miscelánea
- Travis tiene un IQ de 150, lo que lo convierte en un superdotado.
- A pesar de su peso Travis puede correr muy rápido y alcanzar su velocidad máxima en 4.8 segundos. También puede dar un salto vertical de más de 80 cm.
- Travis escucha música clásica (Beethoven y Vivaldi) y escucha grupos de metal (Metallica, Korn, Fear Factory y Rammstein).